# Amaurobioides pleta
Amaurobioides pleta là một loài nhện trong họ Anyphaenidae.
Loài này thuộc chi Amaurobioides. Amaurobioides pleta được Raymond Robert Forster miêu tả năm 1970.